# Letná Stadion
Letná Stadion (tjekkisk: Letenský stadion, af sponsorhensyn også kaldet epet ARENA) er et fodboldstadion i Prag. Det er hjemmebane Sparta Prag og benyttes tillige ofte som hjemmebane for Tjekkiets fodboldlandshold.
Stadions samlede kapacitet er 18.887 tilskuere.

## Historie
Stedet, hvor stadion ligger, har siden 1917 været hjemmebane for Sparta Prag. I 1921 blev opført en hovedtribune i træ med plads til 1.700 tilskuere - den største tribune i Centraleuropa  - og stedet blev til Letná Stadion. Den nye hovedtribune blev indviet i en kamp mod danske B 1903, der var på turne i Tjekkoslovakiet. I 1934 brændte tribunen og der blev i 1936 indviet nye tribuner af beton. I 1969 blev stadionet kraftigt ombygget og fik tre yderligere tribuner, som omkransede banen, og kapaciteten blev udvidet til 35.880 tilskuere. Stadion blev renoveret i 1994, hvor det fik sin nuværende form.

## Tidligere navne
Letná Stadion har tidligere haft en række andre navne som følge af sponsorrettigheder. Stadion har gennem tiden haft følgende navne:
- 1917–2003: Letná Stadion
- 2003–2007: Toyota Arena
- 2007–2009: AXA Arena
- 2009–2020: Generali Arena
- 2020–2022: Generali Česká pojišťovna Arena[3]
- September 2022–November 2022: Letná Stadion[4]
- November 2022–i dag: epet ARENA[5]